# Oakland Raiders 2004
La stagione 2004 degli Oakland Raiders è stata la 34ª della franchigia nella National Football League, la 44ª complessiva. Sotto la guida del nuovo capo-allenatore Norv Turner terminarono con un record di 5-11 all'ultimo posto della division, mancando i playoff per il secondo anno consecutivo.
Anche se Rich Gannon iniziò la stagione come quarterback titolare dei Raiders, si infortunò al collo nel terzo turno, un problema che avrebbe portato al suo ritiro. L'unica gara che la squadra vinse per più di un touchdown fu contro i suoi avversari del Super Bowl XXXVII, i Tampa Bay Buccaneers, 20–10.
La squadra perse due dei suoi ricevitori titolari e futuri membri della Hall of Fame: Tim Brown fu svincolato e firmò con i Buccaneers mentre Jerry Rice fu scambiato a metà stagione con i Seattle Seahawks.

## Scelte nel Draft 2004

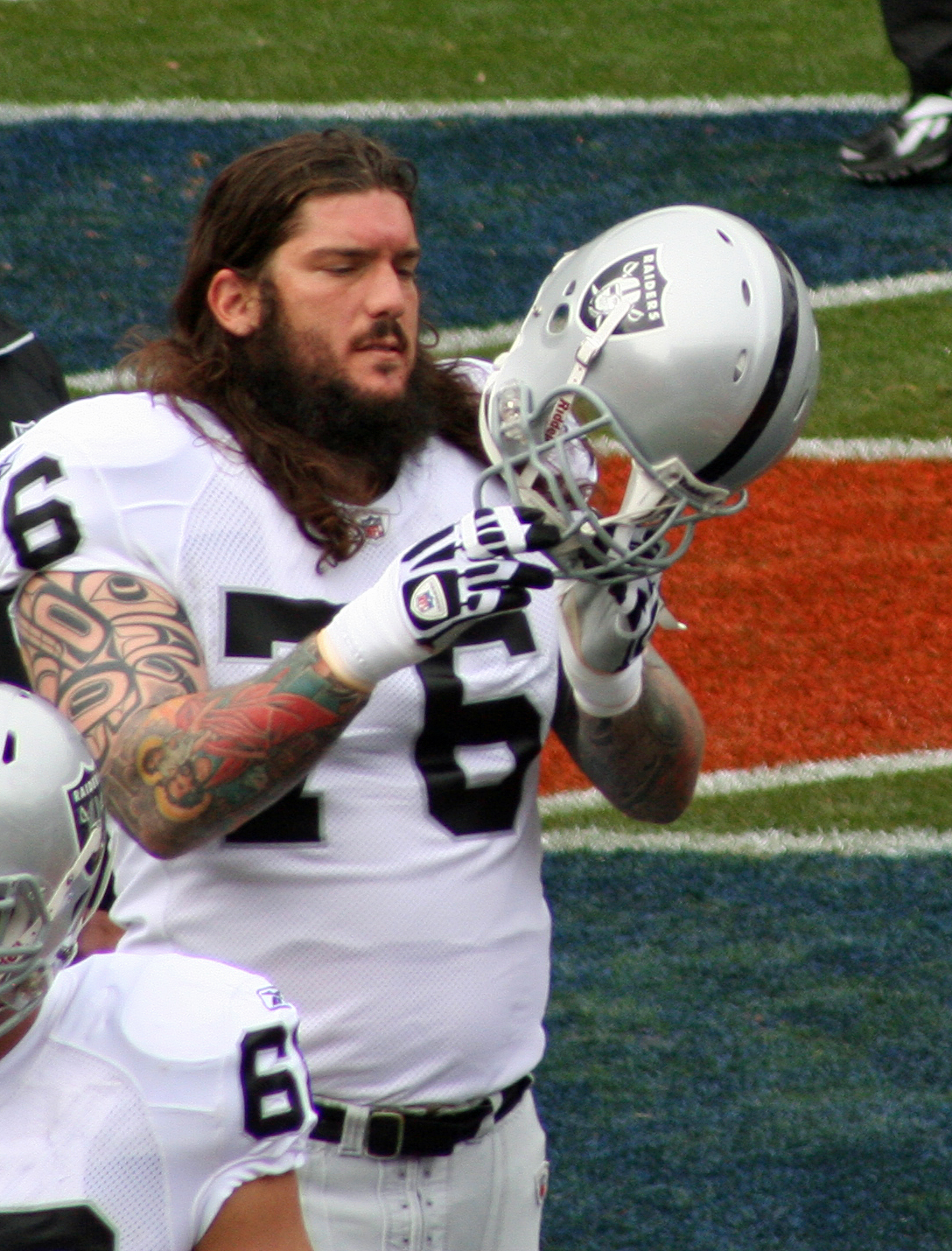
Robert Gallery fu scelto come secondo assoluto dai Raiders nel Draft 2004

| Scelte dei Raiders nel Draft 2004 |        |                   |       |                |
| Giro                              | Scelta | Giocatore         | Ruolo | College        |
| 1                                 | 2      | Robert Gallery    | OT    | Iowa           |
| 2                                 | 45     | Jake Grove        | C     | Virginia Tech  |
| 3                                 | 67     | Stuart Schweigert | FS    | Purdue         |
| 4                                 | 99     | Carlos Francis    | WR    | Texas Tech     |
| 5                                 | 134    | Johnnie Morant    | WR    | Syracuse       |
| 6                                 | 166    | Shawn Johnson     | DE    | Delaware       |
| 6                                 | 182    | Cody Spencer      | LB    | North Texas    |
| 7                                 | 245    | Courtney Anderson | TE    | San Jose State |
| 7                                 | 255    | Andre Sommersell  | LB    | Colorado State |

## Calendario
| Stagione regolare |                        |                    |
| Turno             | Avversario             | Data               |
| 1                 | at Pittsburgh Steelers | S 24–21            |
| 2                 | Buffalo Bills          | V 13–10            |
| 3                 | Tampa Bay Buccaneers   | V 30–20            |
| 4                 | at Houston Texans      | S 30–17            |
| 5                 | at Indianapolis Colts  | S 35–14            |
| 6                 | Denver Broncos         | S 31–3             |
| 7                 | New Orleans Saints     | S 31–26            |
| 8                 | at San Diego Chargers  | S 42–14            |
| 9                 | at Carolina Panthers   | V 27–24            |
| 10                | Settimana di pausa     | Settimana di pausa |
| 11                | San Diego Chargers     | S 23–17            |
| 12                | at Denver Broncos      | V 25–24            |
| 13                | Kansas City Chiefs     | S 34–27            |
| 14                | at Atlanta Falcons     | S 35–10            |
| 15                | Tennessee Titans       | V 40–35            |
| 16                | at Kansas City Chiefs  | S 31–30            |
| 17                | Jacksonville Jaguars   | S 13–6             |

## Classifiche
| AFC West Division      |    |    |   |      |     |      |     |     |     |
|                        | V  | S  | P | %    | DIV | CONF | PF  | PS  | STR |
| (4) San Diego Chargers | 12 | 4  | 0 | .750 | 5–1 | 9–3  | 446 | 313 | V1  |
| (6) Denver Broncos     | 10 | 6  | 0 | .625 | 3–3 | 7–5  | 381 | 304 | V2  |
| Kansas City Chiefs     | 7  | 9  | 0 | .438 | 3–3 | 6–6  | 483 | 435 | S1  |
| Oakland Raiders        | 5  | 11 | 0 | .313 | 1–5 | 3–9  | 320 | 422 | S2  |